# Михайлов Олександр Тадейович
Олександр Тадейович Михайлов (20 квітня 1925  — 2 січня 1944) — кулеметник мотострілецького батальйону 69-ї механізованої бригади 9-го механізованого корпусу 3-ї гвардійської танкової армії Воронезького фронту, рядовий. Герой Радянського Союзу (1943).

## Біографія
Олександр Тадейович Михайлов народився 20 квітня 1925 року в селі Кручиніно Уфимського кантону Башкирської АРСР.
Росіянин. Закінчив 7 класів. До війни навчався в Уфимському педагогічному училищі.
Призваний в Червону армію Уфимським райвійськкоматом у 1943 році. З цього ж року в діючій армії.
Кулеметник мотострілецького батальйону 69-ї механізованої бригади (9-й механізований корпус, 3-я гвардійська танкова армія, Воронезький фронт) рядовий Михайлов відзначився в боях на річці Дніпро.
Загинув 2 січня 1944 року. Похований у братській могилі радянських воїнів у селі Осикове Бердичівського району Житомирської області. У 1980 році на могилі встановлена скульптура воїна, праворуч від неї покладено 6 плит з іменами загиблих воїнів, в тому числі і ім'ям Олександра Михайлова.

## Подвиг
«Кулеметник мотострілецького батальйону 69-ї механізованої бригади (9-й механізований корпус, 3-я гвардійська танкова армія, Воронезький фронт) рядовий Михайлов О.Т. в ніч на 22 вересня 1943 року в числі перших форсував річку Дніпро і сприяв подоланню річки підрозділом. В боях на букринському плацдармі (Канівський район Черкаської області) вогнем з кулемета підтримував наступ своєї роти, стійко відбивав контратаки противника, знищивши до 20-і гітлерівців».
Указом Президії Верховної Ради СРСР від 17 листопада 1943 року за зразкове виконання бойових завдань командування і проявлені при цьому геройство і мужність пересічному Михайлову Олександру Тадейовичу присвоєно звання Героя Радянського Союзу з врученням ордена Леніна і медалі «Золота Зірка».

## Пам'ять
У селі Кручиніно Уфимського району на будинку, де жив Герой, встановлена меморіальна дошка.
Школі в с. Ніколаєвка Уфимського району присвоєно ім'я Героя Радянського Союзу О.Т. Михайлова

## Нагороди
- Медаль «Золота Зірка» Героя Радянського Союзу (17.11.1943).
- Орден Леніна (17.11.1943).
- Орден Червоної Зірки (05.10.1943).